# Santa Pola
Santa Pola és una població del sud del País Valencià situada a la comarca del Baix Vinalopó.
La seua població el 1994 era de 16.506 habitants (santapolers) i el 2009 33.400. El terme municipal presenta una extensió de 58,6 km². Limita totalment amb el terme d'Elx, al qual està enclavat, i amb la mar Mediterrània.

## Història
El seu origen històric es remunta al Portus Ilicitanus, que realitzava l'activitat comercial de la ciutat romana d'Illice (Elx). Els vàndals de Genseric hi derrotaren la flota de l'emperador Majorià el 460 en un atac sobtat quan preparava la reconquesta d'Àfrica. En l'època visigoda era coneguda com a Port Elecem i el seu nom musulmà fou Port del Cap de l'Aljub, que va perdurar fins a mitjans del segle xiv. No hi ha dades històriques sobre cap assentament estable fins al 1556, moment en què es construí el Poble Nou de Santa Pola, prenent el nom de l'advocació de l'ermita d'algun caseriu proper que no ha arribat als nostres dies, fet que ens fa suposar que el nucli originari desaparegué.
El castell de Santa Pola el va manar construir Bernardino de Cárdenas y Pacheco que era el virrei de València, duc de Maqueda, duc de Frias i primer marqués d'Elx el 1557 quan regnava Felip II, d'acord amb el pla reial de defensa de la costa contra els pirates barbarescos. La seua eficàcia va permetre'n l'ampliació i enfortiment, la qual cosa l'ha mantingut fins a hui. El 1786 va passar a la Corona per cessió del marqués d'Astorga. Finalment, l'alcalde Antoni Múrtula, en assabentar-se de la intenció del ministeri de defensa de derrocar-lo, es va posar en contacte amb la reina Isabel II i va negociar-ne la propietat. Després de pagar la quantitat acordada, la fortalesa va passar a mans del consistori local. D'eixa forma, i encara fins als nostres dies, el castell de Santa Pola és propietat del poble santapoler i s'ha convertit en el seu edifici més singular i representatiu.
En el segle xix, novament per relació amb la corona borbònica, va rebre el títol de vila de mans del rei Alfons XII (1877).
Des de la seua fundació fins al moment de la independència municipal, el municipi ha sigut administrativament dependent de la propera ciutat d'Elx. Després d'un llarg procés d'independència dilatat durant tota la primera meitat del segle xx, el terme municipal actual va ser segregat el 13 de setembre de 1946.

## Orografia
Santa Pola és un municipi costaner, amb 52,8 km², bona part dels quals estan protegits per paratges naturals. El nucli de la població es desenvolupa tenint el port i el castell com a centres, però limitat per dos paratges naturals que el flanquegen. A l'oest, hi ha el Parc Natural de les Salines de Santa Pola, i a l'est, hi ha la Serra i el Cap de Santa Pola.
La línia costanera té 13 km i es pot dividir en diversos sectors. Des de la frontera sud amb Elx fins al nucli urbà hi ha una fina franja d'arena, que és la que separa les salines de la mar; en esta zona hi ha les platges del Pinet i La Gola. Les platges urbanes són la del Tamarit, Lisa i Gran Platja a l'oest del port; i a l'est la de Llevant, les cales de Santiago Bernabéu, (una successió de petites platges separades artificialment mitjançant espigons) i la del Varador, que és junt a les drassanes. Des d'allà cap envant, tota la costa del cap és estreta i accidentada, amb petites cales que són baix el penya-segat. El cap en si és vèrtex geodèsic de primer ordre i es coneix també com a Cap de l'Aljub. Té sobre ell un far de tercer ordre instal·lat des de 1858 sobre l'antiga torre de l'Atalayola. Front al cap, a menys de tres milles nàutiques hi ha l'Illa de Tabarca, també anomenada Illa Plana o de Santa Pola, que pertany administrativament al municipi d'Alacant.
El relleu presenta tres zones totalment diferents: la del NE està ocupada per la serra de Santa Pola, una espècie de promontori tabular compost per margas blavenques i moles groguenques que arriben a una altitud màxima de 143 metres al lloc on està el far. La zona del nord-oest, terra endins de la citada serra, es correspon amb un pla de tipus quaternari on s'ha desenvolupat l'única zona agrícola del terme, mentre que tota la meitat meridional coincidix amb la zona marjalenca de l'Albufera d'Elx, separada del mar per una fletxa d'arenes amb dunes. A eixa zona rogenca es duia extraient sal comuna des de temps immemorial, però les grans explotacions que hui dominen el seu paisatge començaren a gestar-se a finals del segle xix (700 hectàrees al Braç del Port) i s'ampliaren a inicis del segle xx.

## Economia i natura
En el segle xx, igual que en els seus orígens, continua explotant la seua condició portuària la qual cosa li permet basar la seua economia en dos pilars bàsics: la indústria turística i la pesquera. És també molt important la indústria derivada de l'explotació de les salines, que des de sempre ha estat una activitat econòmica fonamental a la zona. Les Salines també mantenen una gran riquesa de fauna i flora que han fet que el seu paratge haja estat declarat Parc natural pel govern valencià.

## Llengua
Santa Pola és una localitat de predomini lingüístic valencià. La varietat dialectal que es parla és el català occidental i, dins d'eixe bloc, el subdialecte alacantí. Destaquen, com a elements lingüístics característics, la pèrdua de la d intervocàlica final (cansada = [kan'sa]); l'assimilació vocàlica (terra = ['tɛrɛ]); l'ús de la essa sonora en la terminació -ció (combinació = [kombina'zio]), en les s finals de paraula seguides de vocal i absorció de la i [j] a l'aplec -ix-: (caixa = [ˈkaʃa]); lèxic autòcton (mamola, arritranco, avixirugo, catxirulo, morseguillo, manyaco, embonyigar, més aïna, floriol, motroco, xafungar); etc. La parla de Santa Pola presenta, a més, alguns trets propis del català oriental. Este fet provoca que, en moltes ocasions, la fonètica santapolera estiga més a prop dels parlars de Tarragona o Barcelona que dels de València.
El filòleg i eclesiàstic Antoni Maria Alcover passà per Santa Pola en la seua recollida de dades per al que seria el Diccionari català-valencià-balear. En aquell moment, a principis del segle xx, considerà Santa Pola com la frontera sud de la llengua catalana. En els nostres dies eixa afirmació s'ha rectificat i ja es considera la veïna població de Guardamar com la localitat catalanoparlant més meridional de tot el territori.

## Política i govern

### Composició de la Corporació Municipal
El Ple de l'Ajuntament està format per 21 regidors. En les eleccions municipals de 26 de maig de 2019 foren elegits 10 regidors del Partit Popular (PP), 6 del Partit Socialista del País Valencià (PSPV-PSOE), 3 de Ciutadans - Partit de la Ciutadania (Cs), 1 de Compromís per Santa Pola (Compromís) i 1 de Vox.
| Eleccions municipals de 26 de maig de 2019 - Santa Pola                                                                          |                                          |                                     |                                     |         |          |          |
| Candidatura | Candidatura                              | Candidatura                         | Cap de llista                       | Vots    | Vots     | Regidors |
| | Partit Popular                           |                                     | Loreto Serrano Pomares              | 5.475   | 40,75%   | 10 (+1)  |
| | Partit Socialista del País Valencià-PSOE |                                     | Yolanda Seva Ruiz                   | 3.092   | 23,01%   | 6 (+2)   |
| | Ciutadans - Partit de la Ciutadania      |                                     | Ramón José García Rico              | 1.501   | 11,17%   | 3 ()     |
| | Compromís per Santa Pola                 |                                     | Alejandro Escalada Villanueva       | 942     | 7,01%    | 1 (-2)   |
| | Vox                                      |                                     | Mireia Moya Lafuente                | 683     | 5,08%    | 1 (+1)   |
| | Altres candidatures                      |                                     |                                     | 1.656   | 12,32%   | 0 ( -1)  |
| | Vots en blanc                            |                                     |                                     | 88      | 0,65%    |          |
| Total vots vàlids i regidors | Total vots vàlids i regidors             | Total vots vàlids i regidors        | Total vots vàlids i regidors        | 13.421  | 100 %    | 21       |
| | Vots nuls                                | Vots nuls                           | Vots nuls                           | 97      | 0,72%    |          |
| Participació (vots vàlids més nuls)                                                                                              | Participació (vots vàlids més nuls)      | Participació (vots vàlids més nuls) | Participació (vots vàlids més nuls) | 13.534  | 59,17%** |          |
| Abstenció | Abstenció                                | Abstenció                           | Abstenció                           | 9.339*  | 40,83%** |          |
| Total cens electoral | Total cens electoral                     | Total cens electoral                | Total cens electoral                | 22.873* | 100 %**  |          |
| Alcaldessa: Loreto Serrano Pomares (PP) (15/06/2019) Per majoria absoluta dels vots dels regidors (11 vots: 10 de PP i 1 de Vox) |                                          |                                     |                                     |         |          |          |
| Fonts: JEC, JEZ Elx, M. Interior, Periòdic Ara. (* No són vots sinó electors. ** Percentatge respecte del cens electoral.)       |                                          |                                     |                                     |         |          |          |

### Alcaldes
Des de 2019 l'alcaldessa de Santa Pola és Loreto Serrano Pomares de PP.
| Període                       | Alcalde o alcaldessa      | Partit polític | Data de possessió | Observacions |
| ----------------------------- | ------------------------- | -------------- | ----------------- | ------------ |
| 1979–1983                     | Francisco Conejero Bas    | PSPV-PSOE      | 19/04/1979        | --           |
| 1983–1987                     | Francisco Conejero Bas    | PSPV-PSOE      | 28/05/1983        | --           |
| 1987–1991                     | Francisco Conejero Bas    | PSPV-PSOE      | 30/06/1987        | --           |
| 1991–1995                     | Pascual Tomás Orts Antón  | PP             | 15/06/1991        | --           |
| 1995–1999                     | Pascual Tomás Orts Antón  | PP             | 17/06/1995        | --           |
| 1999–2003                     | Francisco Conejero Bas    | PSPV-PSOE      | 03/07/1999        | --           |
| 2003–2007                     | Miguel Zaragoza Fernández | PP             | 14/06/2003        | --           |
| 2007–2011                     | Miguel Zaragoza Fernández | PP             | 16/06/2007        | --           |
| 2011–2015                     | Miguel Zaragoza Fernández | PP             | 11/06/2011        | --           |
| 2015–2019                     | Yolanda Seva Ruiz         | PSPV-PSOE      | 13/06/2015        | --           |
| 2019-2023                     | Loreto Serrano Pomares    | PP             | 15/06/2019        | --           |
| Des de 2023                   | n/d                       | n/d            | 17/06/2023        | --           |
| Fonts: Generalitat Valenciana |                           |                |                   |              |

## Demografia
| Població | 2.759 | 4.383 | 4.100 | 3.935 | 4.022 | 4.200 | 5.325 | 5.851 | 6.443 | 9.198 | 12.022 | 15.365 | 18.922 | 27.521 | 29.221 | 33.400 |  |

## Cultura
La localitat valenciana compta, actualment, amb diversos col·lectius culturals que proporcionen al municipi uns mínims d'activitat social.
- Banda unió musical de Santa Pola Fou fundada en 1978 pel santapoler Manuel Marhuenda. El 2013 complirà el seu 35è aniversari amb un interessant bagatge musical: ha editat 2 CDs (el primer dedicat al compositor local José Alfosea Pastor, el segon, gravat en directe, amb diversos concerts per a solistes i orquestra de vent i el tercer, també en directe, resultat d'un concert celebrat al Palau de la Música de València); ha realitzat un piromusical; concerts per Santa Pola, Elx, Oriola, Alacant, València, Madrid i un parell de gires per Galícia i França; ha presentat diversos espectacles musicals monogràfics, etc. Actualment, és dirigida per José Jaime Sempere Linares —professor del Conservatori professional d'Alacant— i compta amb un planter de més de 40 músics. Estos dies es troba participant en diversos actes de Setmana santa tant a Santa Pola com a Elx. Per al proper 25 d'abril està prevista la seua participació en la commemoració del XXV aniversari de la setmana santa local. Un concert en la Parròquia de l'Assumpció que suposarà la cloenda d'eixes celebracions.

## Turisme
Santa Pola és un indret d'especial interès turístic per les seues platges. Tanmateix, també cal destacar el seu important patrimoni arquitectònic i cultural, com el Castell-Fortalesa, les Restes Arqueològiques del Portus Illicitanus, les Restes Arqueològiques de la Casa Romana del Palmerar, les torres sentinella (Torre del Pinet, Torre Escaletes, Torre del Tamarit, Torre de la Talaiola, Torre del Carabassí) el museu del mar o el museu de la sal.
Així mateix el seu patrimoni natural també és destacable, amb els aiguamolls del Parc Natural de la Salines que compta amb 2.470 hectàrees declarat Zona d'Especial Importància per a les Aus.